# Jan Pinkava
Jan Jaroslav Pinkava (Praga, 21 giugno 1963) è un animatore, regista e sceneggiatore ceco naturalizzato britannico.
Deve la sua popolarità alla collaborazione con la Pixar Animation Studios, per la quale ha diretto il cortometraggio Il gioco di Geri. Pinkava è anche l'autore e co-regista del film premio Oscar Ratatouille.

## Biografia
È il terzo figlio dell'artista ceco Jan Křesadlo (il cui vero nome è Václav Pinkava). La famiglia emigrò in Inghilterra nel 1969, dove ottennero la cittadinanza britannica. Nel 1975, dopo aver ricevuto in dono una cinepresa a 8 millimetri per Natale, incominciò a sperimentare con varie tecniche d'animazione, dal disegno a mano, alle tecniche di passo uno. Sottopose le proprie opere a diverse competizioni, riuscendo ad aggiudicarsi il Young Film-Maker's Competition of the Year Award 1980 nella serie della BBC Screen Test per il suo cortometraggio The Rainbow. Dopo aver frequentato la Colchester Royal Grammar School dal 1974 al 1982 studiò informatica all'Università di Aberystwyth, dove si laureò a pieni voti, ottenendo il PhD.

### La Pixar eIl gioco di Geri
Dopo l'università intraprese una carriera nell'animazione computerizzata, prima a Londra, con la Digital Pictures, casa di produzione specializzata in spot televisivi, e poi negli Stati Uniti d'America, nel 1993, quando si unì alla Pixar Animation Studios. Inizialmente la casa d'animazione si dedicava soltanto alla realizzazione di cortometraggi e spot televisivi, nella speranza di acquisire l'esperienza e le tecniche per poter creare un lungometraggio interamente animato al computer. Pinkava venne destinato al reparto degli spot e, come primo lavoro alla Pixar, diresse Arrows, uno spot per la marca di collutorio Listerine che vinse il Clio Award nel 1994. Nel 1997 gli venne affidata la regia del cortometraggio Il gioco di Geri, in cui vennero esaltate al massimo le innovazioni di quegli anni in quanto a riproduzione di tessuti, personaggi umani e resa della superfici organiche. L'anno successivo, il gioco di Geri vinse l'Oscar al miglior cortometraggio d'animazione e Pinkava, durante l'Ottawa International Animation Festival, realizzò un secondo corto, con tecnica a passo uno, intitolato 67.

### Ratatouille
Nel 2000, incominciò a lavorare su Ratatouille, una storia dal gusto europeo che Pinkava aveva ideato di suo pugno. Il film acquistò ben presto una certa importanza: sarebbe stato il suo primo lungometraggio da regista e il primo film al di fuori del contratto che la Pixar aveva stipulato con la Disney. Fino ad allora, infatti, tutti i lungometraggi della Pixar erano stati realizzati in collaborazione con la Walt Disney Pictures, grazie a un accordo per il quale la Pixar si impegnava a realizzare cinque film nell'arco di dieci anni. Nel 1999, il CEO della Disney, Michael Eisner, e quello della Pixar, Steve Jobs, entrarono in contrasto a causa del fatto che la prima aveva considerato Toy Story 2 fuori dall'accordo dei cinque film in quanto inizialmente previsto come film direct-to-video.
All'inizio del 2004 ci fu un tentativo di rinnovo del patto. Per il nuovo affare, la Pixar avrebbe voluto pagare solamente per la distribuzione, senza la divisione dei profitti e dei diritti commerciali. L'offerta non fu accettata e la Pixar rifiutò ogni altra concessione, decidendo di produrre e distribuire i propri film senza aiuti esterni e Ratatouille avrebbe dovuto essere il primo film in questa direzione. Ironicamente, entrambi i presupposti vennero meno quando la Disney comprò in blocco la Pixar e Pinkava fu rimossa dall'incarico. Nel 2005, infatti, quando i personaggi creati e i set principali rifiniti, e dopo ripetuti tentativi di revisionare la storia, Pinkava fu sostituito dal regista Brad Bird. Secondo John Lasseter, «la leadership e il genio visionario di Jan non erano sullo schermo». Bird riscrisse la storia con un netto cambio di enfasi, mettendo in secondo piano Gusteau e dando ruoli maggiori a Skinner e Colette, cambiando inoltre l'aspetto dei ratti in modo da essere meno antropomorfi. Successivamente al suo rimpiazzo, il regista continuò a svolgere svariati incarichi per la compagnia, salvo poi lasciarla poco dopo. Pinkava mantenne il titolo di co-regista e scrittore del soggetto, venendo nominato, insieme con Jim Capobianco e Brad Bird, per la miglior sceneggiatura originale agli Oscar 2008.

### Il passaggio alla Laika
Nel 2009 entrò a far parte del gruppo Laika, la casa di produzione di Coraline e la porta magica, per dirigere il film Little White Lie, anche se dal 2011 non risulta più lavorare per la compagnia.